# Baronetti Sebright

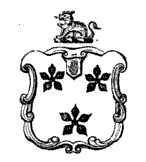
Stemma della famiglia Sebright.

Il titolo di Baronetto Sebright di Besford (contea di Worcester) è un titolo di Baronetto in Inghilterra. Fu fondato il 20 dicembre 1626 per Sir Edward Sebright, I baronetto, alto sceriffo del Worcestershire che in seguito combatté come realista nella guerra civile. Era il figlio di John Sebright di Blakeshall, Wolverley ed era l'erede di suo zio William Sebright (1541 – 1620) di Besford, che fondò per suo testamento nel 1620 l'ente di beneficenza "Sebright's Endowed Schools", che esiste ancora oggi. Il quarto Baronetto è stato parlamentare dell'Hertfordshire. Il sesto Baronetto rappresentava Bath alla Camera dei Comuni. Il settimo Baronetto fu membro del Parlamento dell'Hertfordshire e divenne noto anche come agricoltore. Le fortune della famiglia diminuirono verso la fine del diciannovesimo secolo, con il nono baronetto che lasciò solo cinque sterline alla sua morte. L'attuale baronetto è Sir Rufus Hugo Giles Sebright, nato nel 1978 a Nîmes, in Francia, non riconosciuto ufficialmente.

## Lista dei Baronetti Sebright di Besford

Stemma dei baronetti Sebright di Besford.

- Edward Sebright, I baronetto (1585 – 1658)
- Edward Sebright, II baronetto (1645 – 1679)
- Edward Sebright, II baronetto (1668-1702)
- Thomas Sebright, IV baronetto (1692 – 1736)
- Thomas Saunders Sebright, V baronetto (1723 – 1761)
- John Sebright, VI baronetto (1725 – 1794)
- John Sebright, VII baronetto (1767 – 1846)
- Thomas Gage Saunders Sebright, VIII baronetto (1802 – 1864)
- John Gage Saunders Sebright, IX baronetto (1843 – 1890)
- Egbert Cecil Saunders Sebright, X baronetto (1871 – 1897)
- Edgar Reginald Saunders Sebright, XI baronetto (1854 – 1917)
- Guy Thomas Saunders Sebright, XII baronetto (1856 – 1933)
- Giles Edward Sebright, XIII baronetto (1896 – 1954)
- Hugo Giles Edmund Sebright, XIV baronetto (1931 – 1985)
- Peter Giles Vivian Sebright, XV baronetto (1953 – 2003)
- Rufus Hugo Giles Sebright, XVI baronetto (nato nel 1978, non ufficialmente riconosciuto)

A quanto pare non c'è nessun erede al titolo.